# Альварес де Гильен, Мария
Мария Альварес де Гильен  (1889—1980), псевдоним Амари Залвера — сальвадорская бизнес-леди, писательница и борец за права женщин. Была одной из первых сальвадорских женщин, опубликовавших роман, и была одной из первых делегатов Межамериканской комиссии женщин.

## Ранняя жизнь
Её родители переехали в Сальвадор, чтобы вместе с дядей Эмилио и его семьей основать кофейный бизнес. Они прибыли туда 5 июня 1889 года. Первоначально семья жила в Сан-Сальвадоре с Эмилио и его семьей, но вскоре переехала в десять миль от Кесальтепеке на кофейную ферму Колумбии. Рафаэль, который был владельцем магазина в Колумбии, работал менеджером ферм Эмилио в Колумбии и Санта-Исабели и вскоре открыл первую водоочистную машину для удаления целлюлозы в Сальвадоре.
Мария Альварес Анхель родилась 24 августа 1889 года в Сальвадоре в семье Джулии Анхель Масиас и Рафаэля Альварес Лалинде. Когда Альварес было восемь лет, семья переехала в Санта-Ану, где она училась в Colegio de la Asuncion. Её отец продолжал управлять фермой своего брата и начал покупать свою собственность для производства кофе. После окончания университета она вышла замуж за доктора Хоакина Гильена Риваса в 1914 году.

## Карьера
В течение следующих нескольких лет у Альварес, которая продолжала работать на своей семейной кофейной плантации, появилось пятеро детей. Помимо воспитания детей, она принимала активное участие в благотворительных и социальных программах, а также в движении за избирательное право. Она была одной из суфражисток, завоевавших предоставление женщинам избирательных прав, которое было закреплено в конституции, разработанной Федеративной Республикой Центральной Америки. Но когда Республика распалась в 1922 году, она основала Sociedad Confraternidad de Señoras de la República de El Salvador (Братское общество женщин Республики Сальвадор) и возглавила кампании за права женщин на голосование и гражданство в Сальвадоре. Публикуя статьи о социальном благосостоянии и политических вопросах, Альварес опубликовала своё первое литературное произведение в 1926 году. Её книга La Hija de Casa (Дочь Дома) заняла второе место на национальном литературном конкурсе Queremos и стала первым романом, опубликованным женщиной из Сальвадора.
В 1928 году Панамериканский союз создал Межамериканскую комиссию женщин (исп. Comisión Interamericana de Mujeres, CIM) для анализа данных и подготовки информации, сравнивающей гражданское и политическое равенство женщин в регионе . В число первых делегатов CIM, отобранных по жребию, входили Альварес, а также председатель Дорис Стивенс (США), Эрнестина А. Лопес де Нельсон (Аргентина), Мария Елена де Хинестроса (Колумбия), Алиса Телиньи Матон (Гаити), Клара Гонсалес (Панама) и Лусила Лучиани де Перес Диас (Венесуэла). Мало того, что Альварес работала над сбором информации, в течение её десятилетней службы в CIM, она часто призывала правительство Сальвадора внести поправки в конституцию для защиты гражданства женщин, чтобы после вступления в брак они не теряли своё гражданство и имели равные гражданские права с мужчинами.
На протяжении всей своей карьеры Альварес продолжала писать, создав несколько театральных работ, а также ещё одну неопубликованную рукопись, которая была завершена к 1929 году. Её второй опубликованный роман, Sobre el puente (Over the Bridge, 1947), переплетал любовную историю с историческим описанием отношений Панамы с Колумбией и Соединенными Штатами. Она продолжала работать в производстве кофе и в последние годы своей жизни опубликовала сборник стихов «Эль прегон дель кафе» («Провозглашение кофе»). Она ушла с фермы в 1965 году, оставив производство дочери. С возрастом Альварес потеряла зрение.

## Смерть и наследие
Альварес умерла в 1980 году и была похоронена в Сементерио де Лос Илюстрес в семейном мавзолее. Её письма к Дорис Стивенс во время её службы в ЦИМ хранятся в Библиотеке Шлезингера в Гарвардском университете в Кембридже, штат Массачусетс. Её дочь Мария «Марта» (род. 1915) стала известной оперной певицей.

## Избранные работы
- Zalvera, Amary. La Hija de Casa. — San Salvador, El Salvador, 1926.[21]
- Zalvera, Amary. Sobre el puente. — San Salvador, El Salvador, 1947.[16]
- Zalvera, Amary. Hola América. — San Salvador, El Salvador : Institute of Hispanic Culture, 1965.
- Zalvera, Amary. El pregón del café: poemas. — Madrid, Spain : Afrodisio Aguado, 1975. — ISBN 978-84-202-0318-8.[19]